# Basilodes aurata
Basilodes aurata là một loài bướm đêm trong họ Noctuidae.